# Bukhan-san
Bukhan-san (kor. 북한산, hancha 北漢山) – góra położona w północnej części stolicy Korei Południowej – Seulu. Dla znacznej części miasta w jej okolicy jest najbardziej charakterystycznym, widocznym z daleka punktem. 
Góra osiąga wyniosłość 836,5 metra n.p.m.(wierzchołek Baegun-dae, pozostałe dwa: Insu-bong 810,5 oraz Mangyeong-dae 799,5). Jej nazwa tłumaczy się jako "góra na północ od Han", co nawiązuje do jej położenia na północ od rzeki Han. Góra stanowiła też północną granicę Seulu w czasach dynastii Joseon. 
Bukhansan jest objęte ochroną prawną jako część Parku Narodowego Bukhansan. Jest często odwiedzaną atrakcją turystyczną okolic stolicy, głównie dla celów wspinaczki i obserwacji ptaków.
Ponadto znajdują się tu liczne zabytki: 500-letnie mury obronne zwane Bukhansanseong, pomnik Sunsubi oraz ponad 100 świątyń.
Umiarkowany klimat sprzyja rozwojowi licznych gatunków fauny (1300 gatunków) i flory, w tym endemicznych, jak na przykład Miseonnamu.

## Nazwa
Obecnie coraz silniejsze stają się głosy domagające się przywrócenia tradycyjnej nazwy górze. Nazwa dotyczy trzech głównych wierzchołków w Parku Narodowym, zwanych wspólnie "Bukhan-san". Jednakże pierwotna ich nazwa to "Samgak-san", co oznacza "Trzy Rogate Góry". Zarządca dzielnicy Gangbuk-gu wystosował petycję do rządu Korei Południowej, w sprawie przywrócenia pierwotnej nazwy góry.

## Galeria

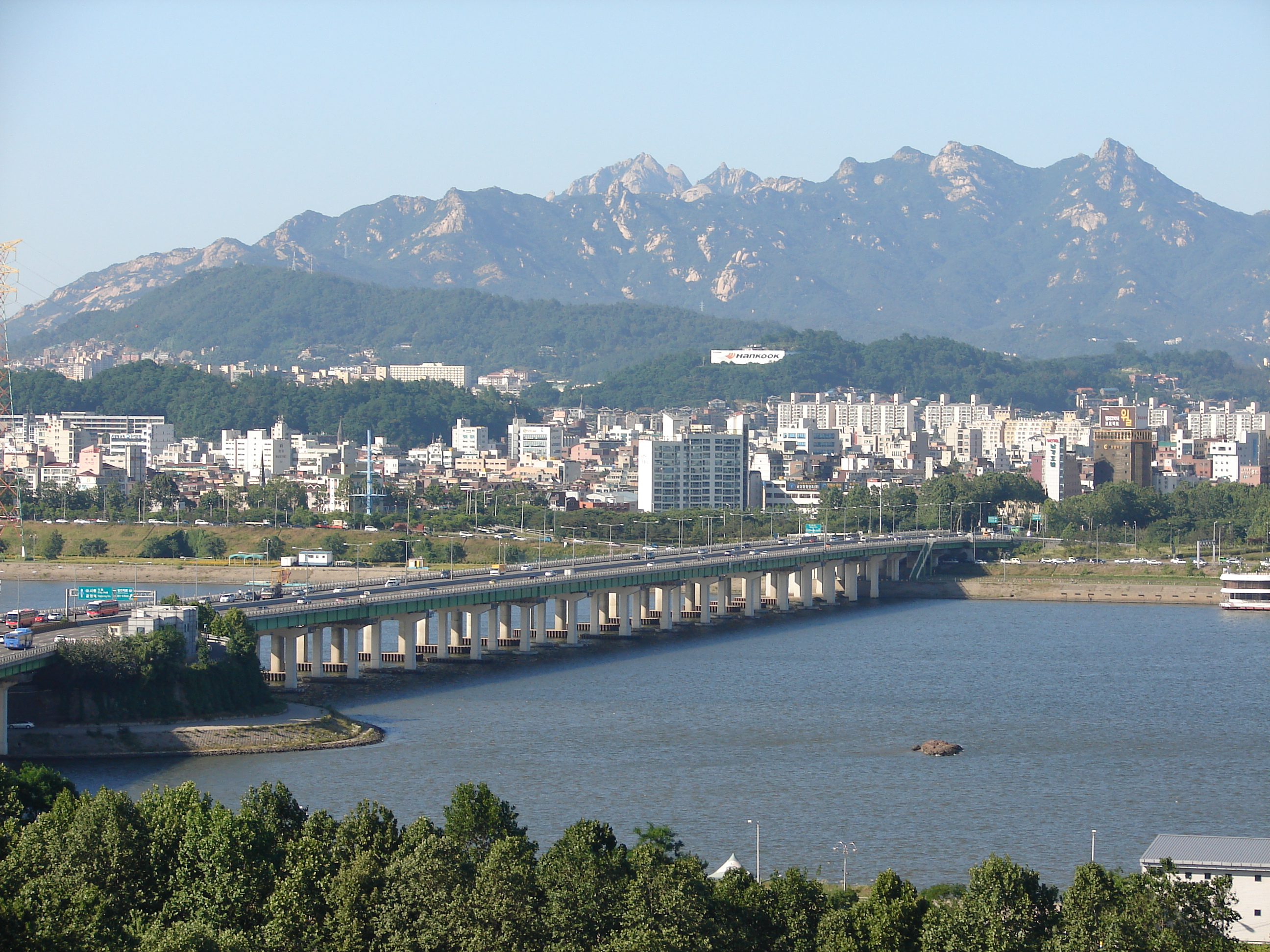
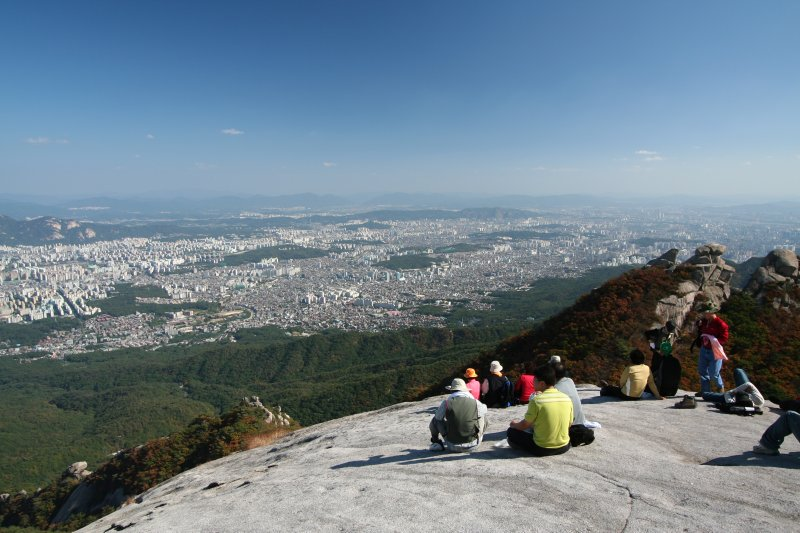
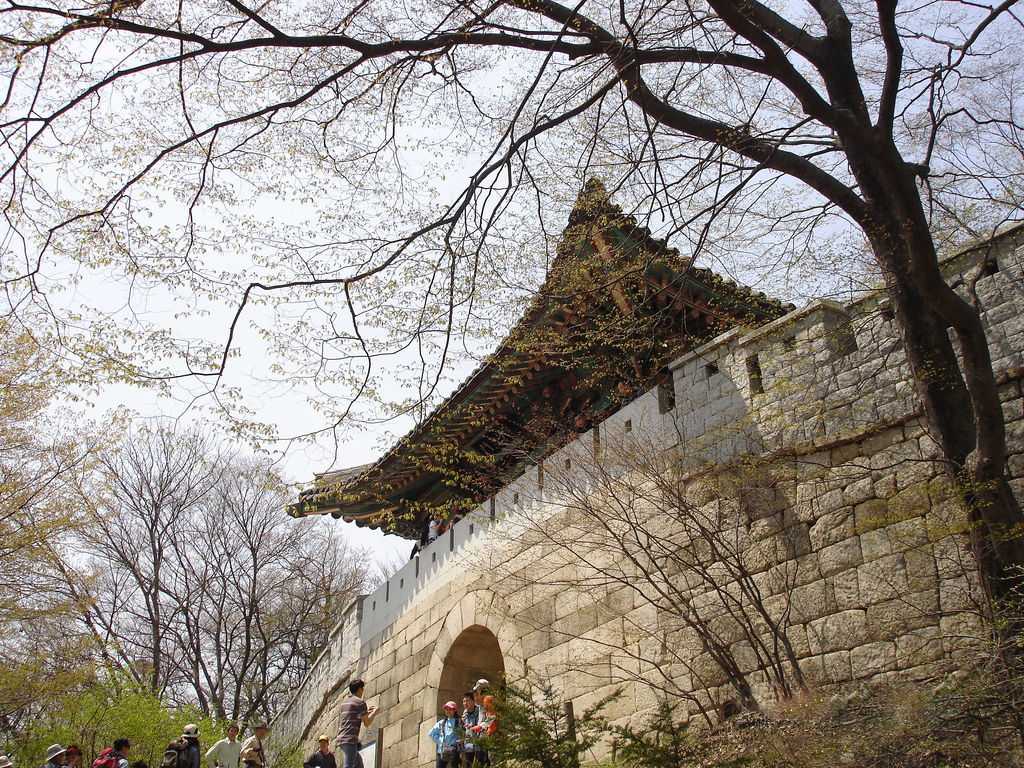
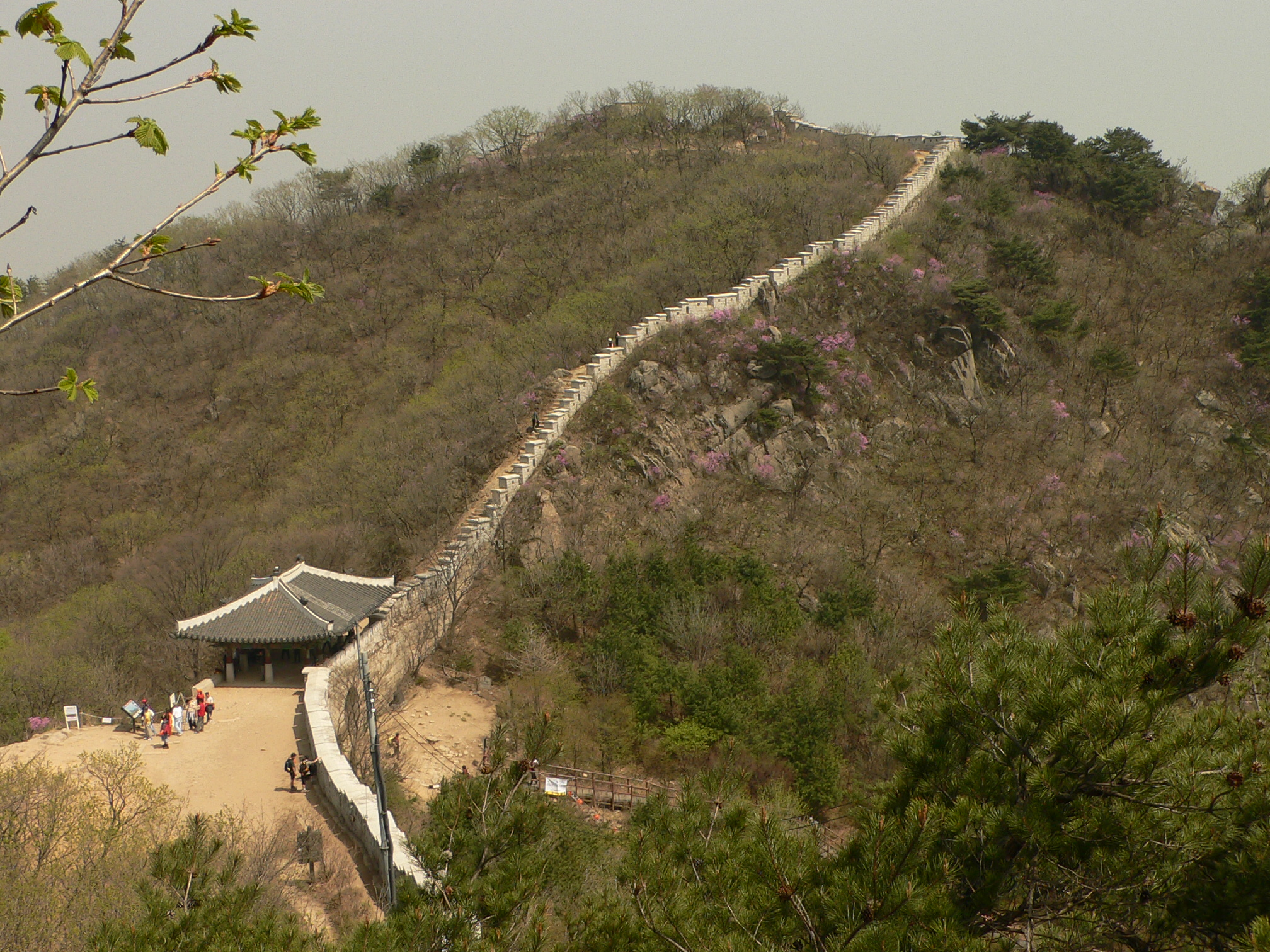
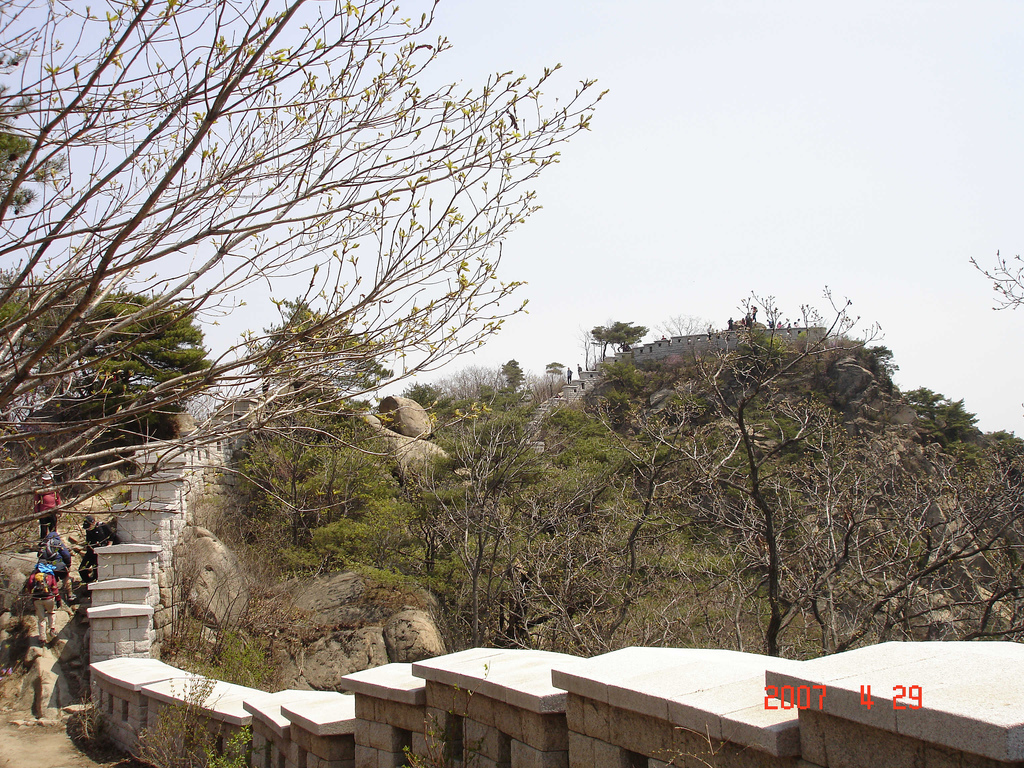
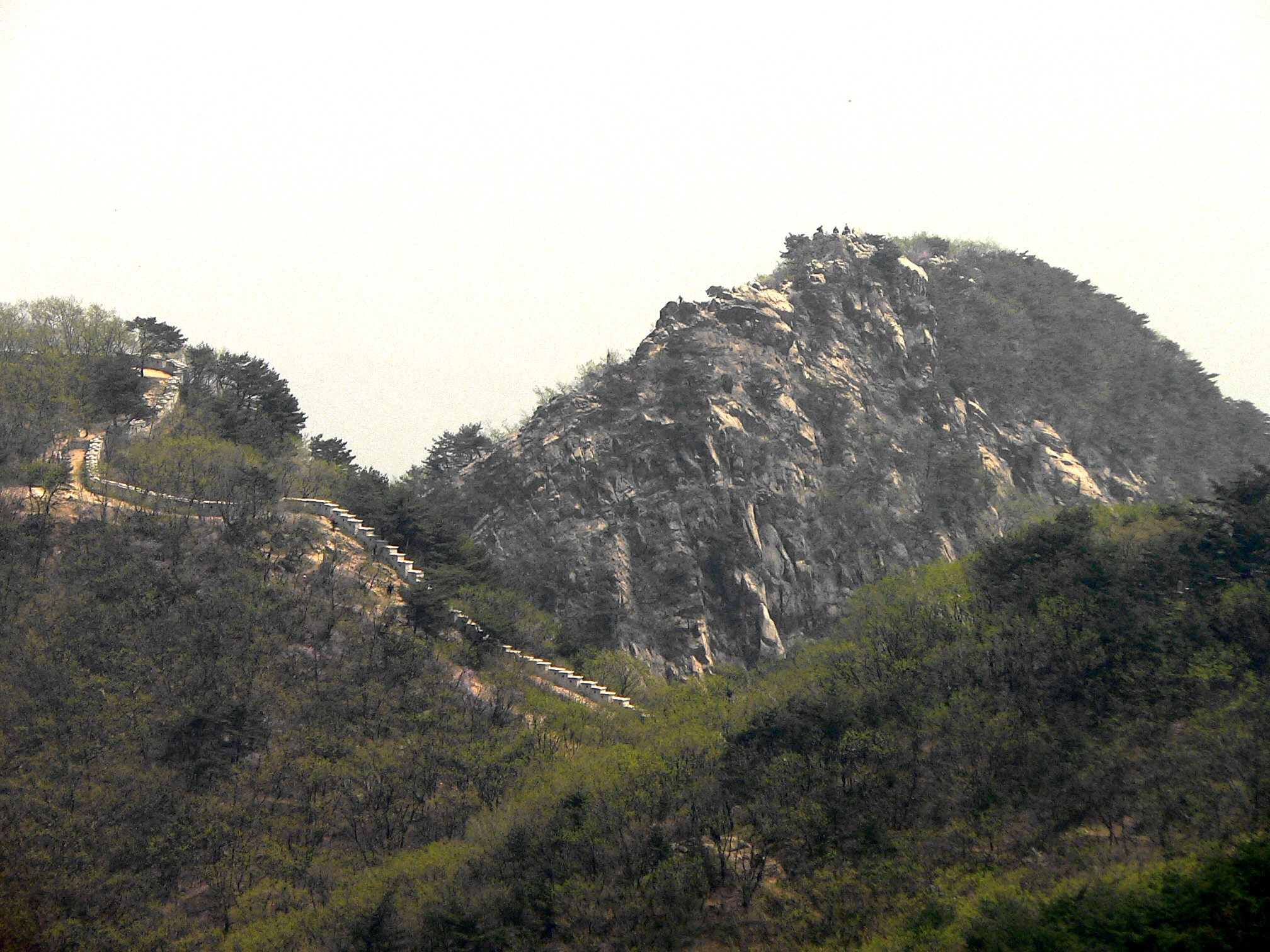
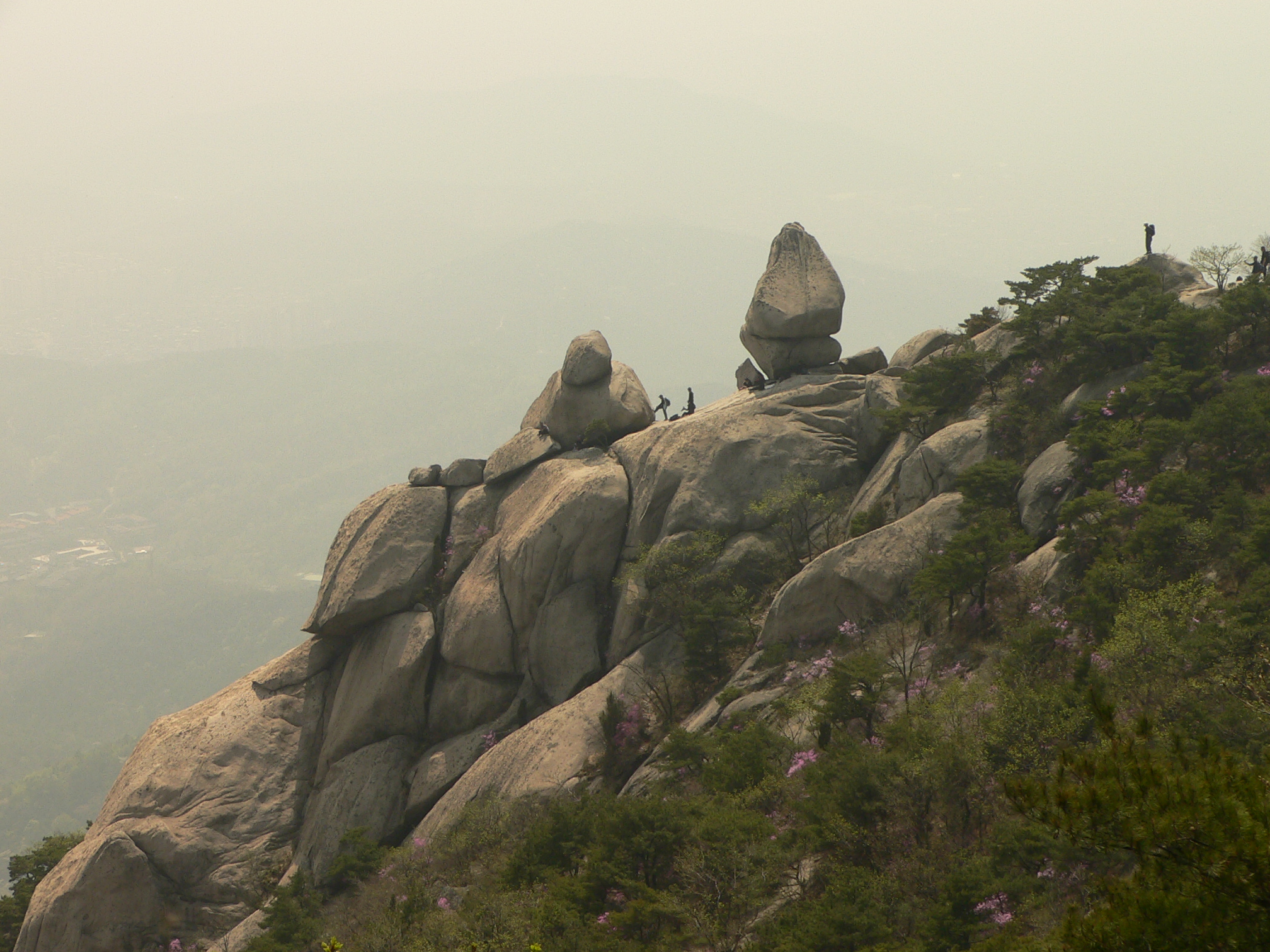
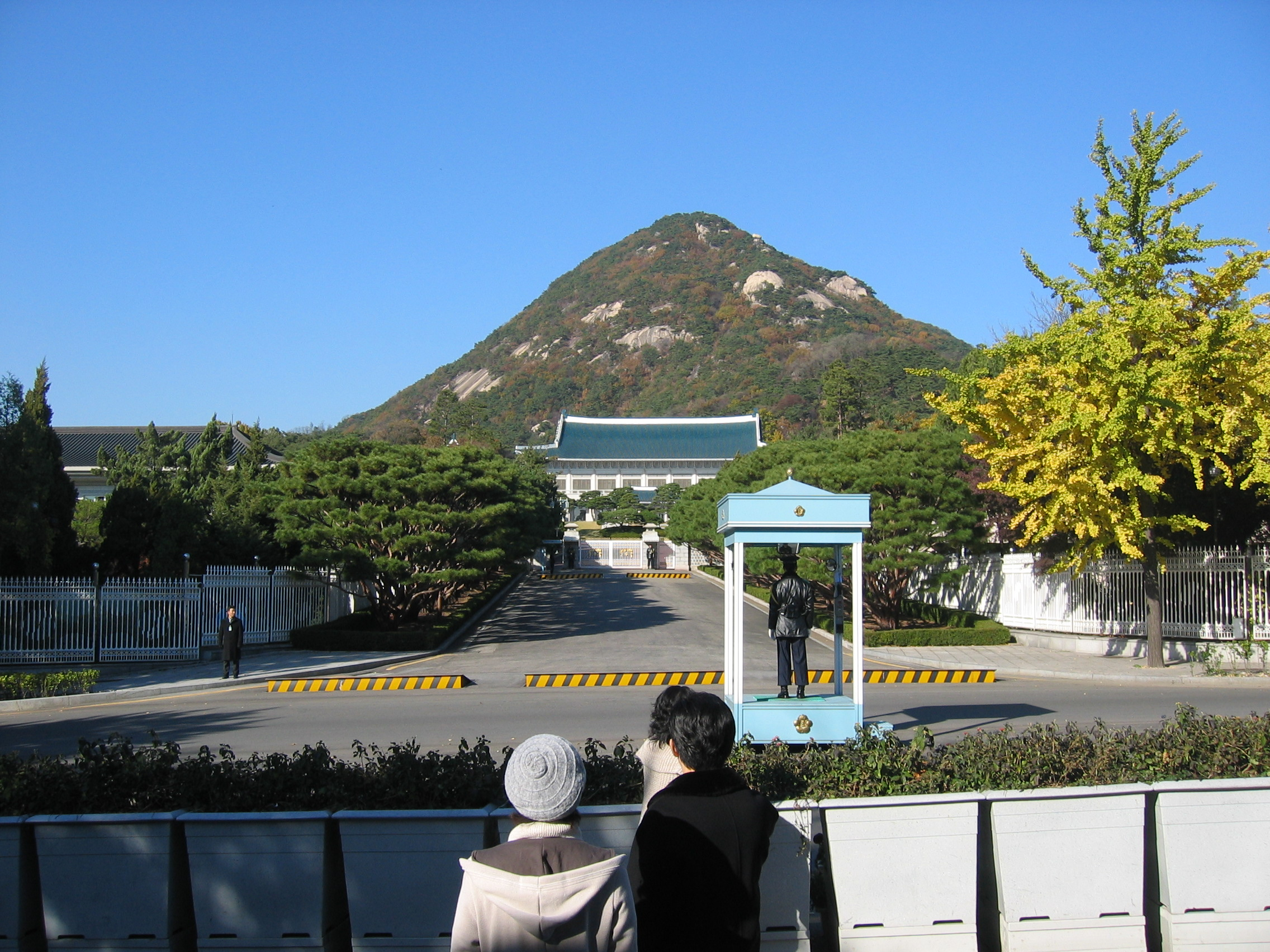